# Вулиця Ігоря Зінича (Біла Церква)
Вулиця Ігоря Зінича — одна з вулиць у місті Біла Церква.
Бере свій початок з Олександрійського бульвару і закінчується виходом до вулиці Володимира Іванціва. Дана вулиця знаходиться у районі ДНС.

## Історична відомість
Вулиця до 2022 року носила назву Вулиця Семашка.
Сучасне найменування в честь Ігоря Зінича — військового медика, Героя України.

## Відомі будівлі
- Будинок № 9 — Білоцерківська міська лікарня № 2.